# Tahiti 80
La formazione dei Tahiti 80 viene alla luce nel 1993 dall'idea di Xavier Boyer (voce) e Pedro Resende (basso). Luogo di nascita è Rouen, la capitale della Normandia. I due ragazzi frequentano l'università e hanno la passione per Beatles, Kinks e per la musica pop rock d'oltremanica, che in quell'epoca è in piena fase britpop.
Il nome che si scelgono deriva da una maglietta che il padre di Boyer aveva acquistato nel 1980 durante una vacanza in Polinesia. Le prime session in casa sono impostate su questa linea e portano alla realizzazione di un paio di demo.
Nel 1994 il duo diventa trio, con l'ingresso del chitarrista Mederic Gontier, mentre l'anno dopo si allarga a quartetto, con l'arrivo del bassista Sylvain Marchand.
Un anno ancora e esce il primo lavoro ufficiale del gruppo, un EP intitolato 20 Minutes. I Tahiti 80 cominciano a farsi un nome a Parigi e nel nord della Francia suonando nei locali e poi sfornando un altro EP, I.S.A.A.C.. I tempi per il primo full-length sono maturi e nel 2000 la Atmospherique distribuisce Puzzle. Inizialmente diffuso solo in Francia, l'album verrà distribuito e apprezzato solo negli anni successivi nel resto d'Europa. Extra Pieces segue l'anno dopo. Trame aeree e sapienza compositiva, ma rispetto ai maestri inglesi i Tahiti 80 sviluppano uno stile più leggero e istintivo, un pop rock più fresco e ironico, carico di vitalità ma allo stesso tempo maturo, personale e raffinato. Il loro tocco è un po' nostalgico vintage fa sì che in patria comincino a paragonarli ai Daft Punk e agli Air, non tanto per lo stile quanto per il ruolo all'interno della rinnovata nouvelle vague musicale transalpina. Gli altri lavori sono Wallpaper for the Soul (Atmospheriques, 2002) e, per la Minty Fresh, A Piece of Sunshine (2004) e Fosbury (2005), distribuiti dalla Minty Fresh. Con loro lavorano in studio musicisti come Tore Johansson dei Cardigans, che riescono a fondere le istanze musicali dei quattro in un blend sonoro compatto e originale, in cui si incrociano tastiere anni sessanta, fiati, chitarre elettriche e acustiche, mellotron e la voce carismatica di Boyer, dal poco ortodosso accento inglese.
Nel 2005 esce anche un DVD dal titolo Changes.Infine la loro canzone "Big Day" viene scelta da FIFA 07 come soundtrack